# Louis Ricard de Gourdon de Genouillac de Vaillac
Louis II Ricard de Gourdon de Genouillac de Vaillac was bisschop van Tulle van 1560 tot 1583. De leeftijd van deze Franse bisschop uit de 16e eeuw blijft onbekend.
Hij was een zoon van Jean Ricard III, heer van Gourdon en heer van Genouillac, met zijn tweede vrouw Marguerite d'Aubuisson de Vaillac. Zijn kerkelijke carrière begon met een benoeming tot apostolisch protonotaris, waarna hij abt werd van de abdij van Blay. Vervolgens werd hij abt van Saint-Lô in Normandië, doch keerde terug naar de Corrèze in 1560 om er bisschop te worden.
Hij is bekend omwille van zijn deelname aan de slotzitting van het Concilie van Trente (tot 1563), waardoor hij deel werd van de Contrareformatie in Centraal-Frankrijk. In diezelfde 16e eeuw werden zowel zijn broer Flotard als zijn neef Jean bisschop van Tulle.